# Izvoarele (gmina Livezile)
Izvoarele – wieś w Rumunii, w okręgu Alba, w gminie Livezile. W 2011 roku liczyła 137 mieszkańców.